# Майстер го
«Майстер го» (кит. трад. 呉清源, спр. 吳清源, піньїнь: Wú Qīngyuán, акад. У Цін'юань) — біографічний фільм 2006 року, знятий Тянем Чжуанчжуаном про видатного гравця го XX сторіччя Ґо Сейґена (ім'я при народженні — У Цін'юань). Прем'єра фільму відбулася на 44-м Нью-Йоркському кінофестивалі та охоплює дитинство майстра го, його становлення як кращого гравця того часу, а також зачіпає конфлікт між Китаєм як його батьківщини та Японією, яка стала його домівкою. До фільму увійшов епізод з відомою партією атомної бомби.

## Сюжет
У фільмі показано життя великого гравця го XX століття У Цін'юаня, що став відомим під узятим в Японії ім'ям Го Сейген. Будучи підлітком, він переїхав з Китаю до Японії, щоб вивчати гру у провідних майстрів. У 1930-х, після початку війни між Японією і Китаєм, сім'я героя повинна була повернутися на Батьківщину, але У Цін'юань залишився в Японії, щоб продовжити вивчення го. У школі го, де він вчиться, немає політики і війни, тому герой може повністю присвятити себе грі і новому коханню. Кар'єра У Цін'юаня переривається у 1960-х роках через дорожню аварію, яка виявляється не нещасним випадком. Через травму мозку, отриманої в результаті аварії, він не може більше грати в го.

## Інформація про фільм
Головну роль зіграв тайванський актор Чан Чень, відомий за стрічкою «Тигр підкрадається, дракон ховається» тайванського режисера Енга Лі. За роль майстра го Чень був номінований на премію «Золотий кінь 2006» у категорії Найкраща чоловіча роль. У пролозі до фільму знявся прототип головного героя — Ґо Сейґен.
Дизайнером костюмів до фільму стала Емі Вада, відома своєю роботою над костюмами в фільмах «Ран» і «Сни» Акіри Куросави та «Герой» та «Будинок літаючих кинджалів» Чжана Їмоу.

## Критика
Видання The New York Times назвало фільм «Майстер го» «продуманим і споглядальним», а також «розкішною і гідною біографією». Фільм був номінований на премію Asia Pacific Screen Awards у 2007 році в категорії Досягнення в кінематографії та отримав нагороди Шанхайського кінофестивалю 2007 року за найкращу режисуру та кінематографію.